# 徐遠華
徐遠華（英語：Tsui Yuen-Wa，1980年—），前香港南區區議會黃竹坑選區議員。
他在2007年香港區議會選舉首次參選，擊敗自由黨的許雲薇和民建聯的黃才立，以約56%得票率當選。並在2011年、2015年和2019年擊敗來自工聯會的對手連任。
徐遠華在區議會年資較深，故表示有意在2020年上任後出任主席或副主席。

## 成長背景
徐遠華1980年在中國梅縣出生，來港前曾在中國就讀初中，曾任共青團成員。初三時思想政治科考獲全級第一，並對歷史產生興趣，尤其是五四時期思想史。隨後在深圳待過數年，與家人申請來港定居，此時透過電視初步了解香港。1995年9月1日獲批單程證移居香港。
移居香港後，徐與家人居住鑽石山大磡村木屋區。鑑於當時已過香港學校收生階段，加上徐的父親擔心兒子英文未能追上，故此尋找一間有剩餘學位的中學重讀中二。翌年徐成功考入培正中學，完成中學課程。之後順利入讀香港中文大學逸夫書院，主修政治與行政學，副修歷史。 大學時期曾擔任「國是學會」會長及中大學生會代表會成員。

## 從政經歷

### 議員助理
2004年徐遠華從中大畢業後，擔任時任民主黨區議員柴文瀚和楊小壁的助理，負責處理辦事處日常事務，亦跟進華富邨屋邨維修及調遷問題。 翌年徐正式加入民主黨，適逄黃竹坑邨面臨重建搬遷及選區改劃，徐獲安排到該區閞展地區工作，準備2007年香港區議會選舉。
2006年徐遠華轉任時任香港立法會議員楊森的助理，兼任楊森、李柱銘聯合辦事處執行主任，以立法會議員助理身份服務黃竹坑區。

### 參選區議會
2007年，徐遠華首次參選區議會選舉。10月25日獲時任選舉主任任雅玲確認，成為黃竹坑選區2號候選人，與自由黨候選人許雲薇及民建聯黃才立競逐該區議席。 結果在11月18日舉行的選舉中，以2,073票力壓兩位對手當選。

## 參選結果
| 政党   | 政党              | 候选人    | 票数  | %     | ±      |
| ------ | ----------------- | --------- | ----- | ----- | ------ |
|        | 工聯會（民建聯）  | ①. 陳榮恩 | 2,893 | 42.07 |        |
|        | 民主黨/黃竹坑光影 | ②. 徐遠華 | 3,983 | 57.93 | +3.22  |
| 多数票 | 多数票            | 多数票    | 1,090 | 15.85 | 不適用 |

| 政党   | 政党   | 候选人    | 票数  | %     | ±      |
| ------ | ------ | --------- | ----- | ----- | ------ |
|        | 工聯會 | ①. 陳榮恩 | 2,190 | 45.29 | 不適用 |
|        | 民主黨 | ②. 徐遠華 | 2,645 | 54.71 | -2.52  |
| 多数票 | 多数票 | 多数票    | 455   | 9.42  | 不適用 |

| 政党   | 政党   | 候选人    | 票数  | %     | ±      |
| ------ | ------ | --------- | ----- | ----- | ------ |
|        | 民主黨 | ①. 徐遠華 | 2,344 | 57.23 | +0.45  |
|        | 工聯會 | ②. 袁志光 | 1,752 | 42.77 | 不適用 |
| 多数票 | 多数票 | 多数票    | 592   | 14.46 | 不適用 |

| 政党   | 政党   | 候选人    | 票数  | %     | ±      |
| ------ | ------ | --------- | ----- | ----- | ------ |
|        | 自由黨 | ①. 許雲薇 | 301   | 8.24  | 不適用 |
|        | 民主黨 | ②. 徐遠華 | 2,073 | 56.78 | 不適用 |
|        | 民建聯 | ③. 黃才立 | 1,277 | 34.98 | 不適用 |
| 多数票 | 多数票 | 多数票    | 796   | 21.80 | 不適用 |